# シュプレヒゲザング
シュプレヒゲザング (独: Sprechgesang, ドイツ語: [ˈʃpʀɛçɡəˌzaŋ]「語る歌」)、または シュプレヒシュティンメ (独: Sprechstimme, ドイツ語: [ˈʃpʀɛçˌʃtɪmə]「語る声」) は、 表現主義音楽における、歌と語りの中間に位置する歌唱技法である。シュプレヒゲザングはオペラの歌唱技法であるレチタティーヴォと直接的な関係があり、両者が同様に扱われることがあるが、レチタティーヴォが話し声のように早口で自由な表現でありながらも音高に合わせて歌われるのに対し、シュプレヒシュティンメは特定の音高に縛られないため、より普通の「話し声」に近い。

## シュプレヒゲザング
シュプレヒゲザングはシュプレヒシュティンメに比べ、レチタティーヴォまたはパルランド （伊: parlando、「話すように」の意）といった古くから使用されている音楽技法により密接に関係している。そうした意味合いでこの用語が使用される場合は通常、19世紀にリヒャルト・ワーグナーらによって作曲された後期ロマン派のドイツ語オペラ、または楽劇 (独: Musikdrama) の文脈で使われる。したがって、シュプレヒゲザングは往々にしてレチタティーヴォのドイツ語訳に過ぎない。

## シュプレヒシュティンメ
この技法の最も初期の使用は、エンゲルベルト・フンパーディンクの1897年のメロドラマ『王子王女』（Königskinder）の第1版（1910年版では通常の歌唱に置き換えられた）とされており、これは既に当時の歌曲や俗謡の歌い手が使用していたスタイルを模倣しようとしたと思われる。しかし、このことは新ウィーン楽派の作曲家たちとより密接な関連がある。アルノルト・シェーンベルクはこの技法をいくつかの作品に使用しており、『グレの歌』（1911年）では語り手の一部にシュプレヒシュティンメの技法を使用したが、『月に憑かれたピエロ』（1912年）では曲全体においてシュプレヒシュティンメを使用し、その技法についての説明を試みる注意書きを残している。アルバン・ベルクもオペラ『ヴォツェック』および『ルル』の一部でシュプレヒシュティンメを採用している。

### 歴史
『月に憑かれたピエロ』（1912年）の序文で、シェーンベルクはシュプレヒシュティンメをどのように歌うべきか説明している。それによると、通常の歌唱では音符によって一定の音高が維持されるのに対し、この曲では指示されたリズムは守るべきであるが、「（歌手は）激しい音高の降下または上昇のために即座にそれ（音高の維持）を放棄する。目指すのは確かに現実的かつ自然な話し方ではない。それどころか『普通の話し方』と『音楽形式に従った話し方』の違いを明確にしなければならない。しかし（普通の）「歌」を想起させるべきでもない。」と述べている。
『月に憑かれたピエロ』の初演では、シェーンベルクは歌手と直接会話することができたため、望み通りの成果を確実に得ることができたが、その後の演奏では問題が発生した。シェーンベルクは問題を解決するために多くの注釈を追加したが、明確な説明を残すことができず、本曲で「実際には何が意図されているのか」については、多くの混乱が生じてしまった。ピエール・ブーレーズは、「この曲のために考案された記譜法に従って喋ることが本当に可能なのか、という疑問が生じる。これは全ての論争の根本にある切実な問題である。この問題に関するシェーンベルク自身の発言は、実際のところ明確にはなっていない」と述べている。
シェーンベルクは後に『ナポレオンへの頌歌』（1942年）、『ワルシャワの生き残り』（1947年）、および未完のオペラ『モーゼとアロン』で、伝統的な音部記号を使わない記譜法を採用したが、特定の音高への参照は廃したものの、相対的なグリッサンドやアーティキュレーションは残している。

### 記譜法
シェーンベルクの楽譜では、シュプレヒシュティンメは通常、音符の棒（符幹）を通る小さな×印、または音符の頭（符頭）自体に小さな×印を付けた形で示される。
シェーンベルクのその後の記譜法では、五線譜が音部記号のない単一行に置き換えられた（『ナポレオンへの頌歌』で最初に使用された）。特定の音高が意図されていないことが明らかになったため、音符の棒には×印が付けられなくなり、代わりに音符を単一行の上または下に配置することで相対的な音高が指定されることがある（加線に表示される場合もある）。
ベルクは、例えば『ヴォツェック』では、リズミカルに話す箇所では単一行の譜表、その他の箇所では五線譜を使い、音符の棒（符幹）に×印を付けたもの、ほぼ「歌」に近いシュプレヒシュティンメの場合は符幹に1本の斜線を足したものを使用して表現している。
現代では、従来の符頭の代わりに×を使用してシュプレヒシュティンメを表すのが最も一般的である。